# Hagedisbuizerd
De hagedisbuizerd (Kaupifalco monogrammicus) is een roofvogel uit de familie havikachtigen (Accipitridae) en het monotypische geslacht Kaupifalco.

## Kenmerken
De hagedisbuizerd is een gedrongen, vrij kleine roofvogel die 36 cm lang is. De bovendelen, kop en borst zijn grijs. Onder de snavel, op de keel zit een grote witte vlek met daardoorheen een verticale dikke zwarte streep. De onderkant van de borst en de buik is dwarsgestreept zoals bij veel soorten sperwers. De naam buizerd suggereert verwantschap met de buizerds, maar feitelijk is deze roofvogel meer verwant aan de sperwers.

## Verspreiding en leefgebied
De hagedisbuizerd komt wijd verspreid voor in tropisch Afrika ten zuiden van de Sahara. Het leefgebied bestaat uit halfopen landschappen met breedbladige bomen en/of palmen. De vogel jaagt vooral op reptielen zoals hagedissen en kan heel lang stil boven in een boom zitten.
De soort telt 2 ondersoorten:
- K. m. monogrammicus: van Senegal en Gambia tot Ethiopië en Kenia.
- K. m. meridionalis: van zuidelijk Kenia tot Angola, Namibië en Zuid-Afrika.

## Status
De hagedisbuizerd heeft een groot verspreidingsgebied en daardoor alleen al is de kans op de status  kwetsbaar (voor uitsterven) uiterst gering. De grootte van de populatie is niet gekwantificeerd, maar is waarschijnlijk stabiel. Er is geen aanleiding te veronderstellen dat de soort in aantal achteruit gaat. Om deze redenen staat de hagedisbuizerd als niet bedreigd op de Rode Lijst van de IUCN.

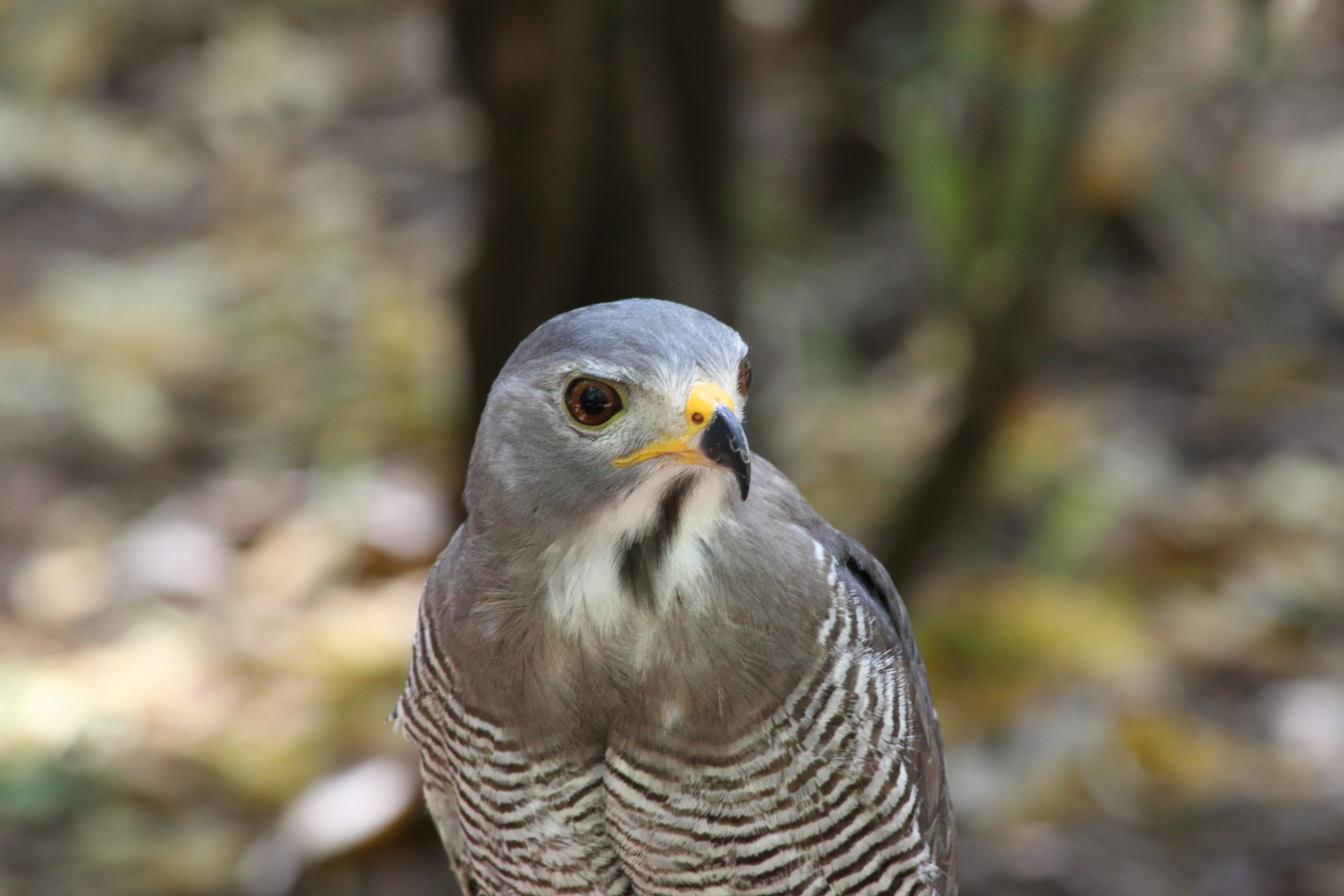
Portret waarop keelstreep goed te zien is.
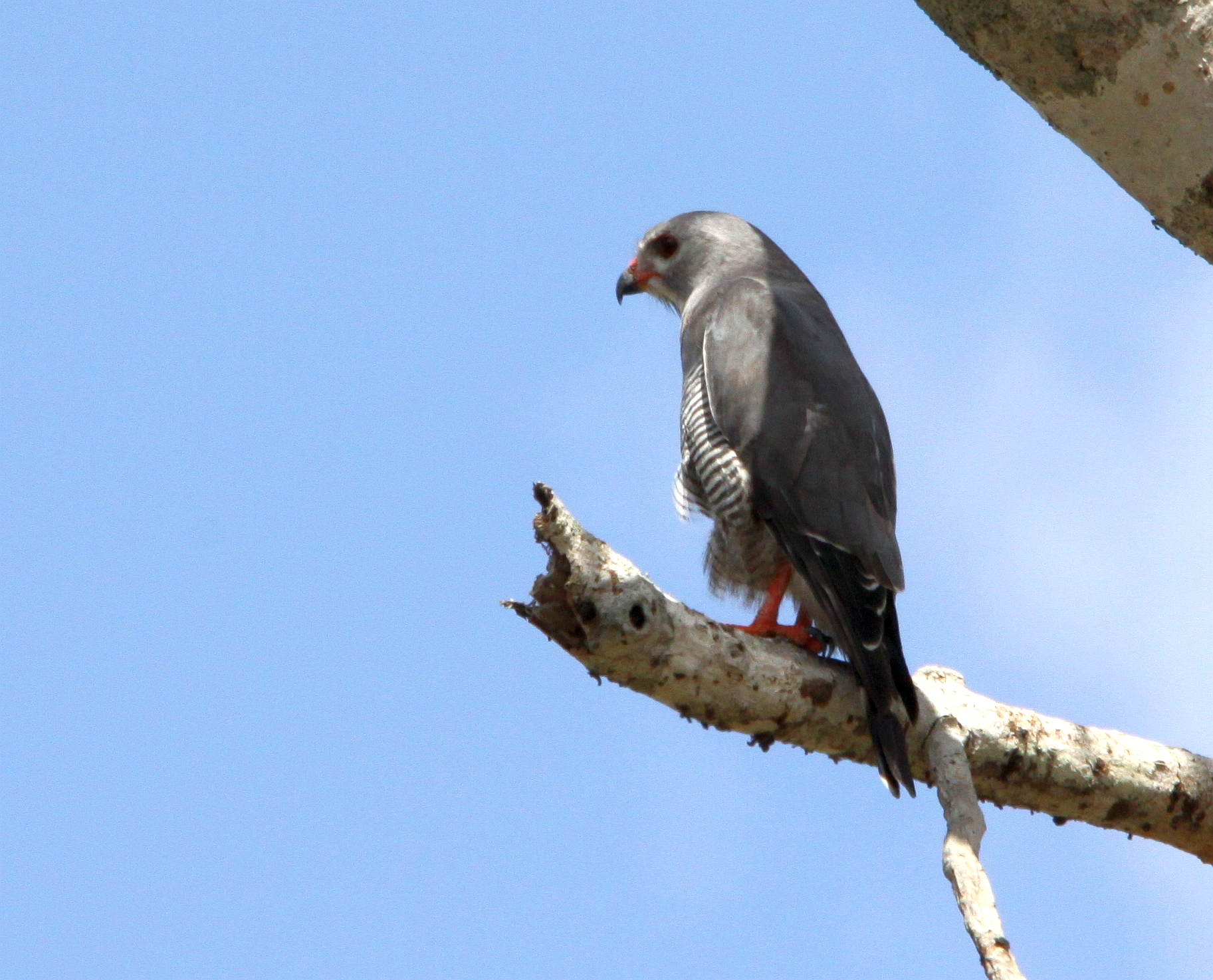